# Рибак Володимир Васильович
Володимир Васильович Рибак (нар. 3 жовтня 1946, Донецьк, УРСР) — український політик, голова Верховної Ради України (2012–2014), Донецький міський голова (1993–2002), двічі Віцепрем'єр-міністр України при уряді Януковича (2006–2007, березень–грудень 2007), народний депутат 3-го та 7-го скликання (1998–2014).
Один зі співзасновників, перший заступник Голови (з 23 квітня 2010 по — 28 лютого 2014) та Голова (з 28 лютого 2014) Партії регіонів.

## Життєпис
Народився 3 жовтня 1946 у Донецьку. Українець; дружина Альбіна Іванівна (1946) — віце-президентка благодійного фонду; син Олександр (1969) — керівник комерційної структури (Держархбудінспекції України); дочка Наталія (1976) — працівник банківської установи.
В період 1961—1965 — навчання в Ясинуватському будівельному технікумі транспортного будівництва. З лютого 1966 по червень 1968 — служба в Радянській армії, в/ч 44096 Московського військового округу.
Вища освіта: Донецький університет, економічний факультет (1968—1973), економіст, «Планування промисловості»; кандидатська дисертація «Управління фінансовими ресурсами території (на прикладі міст Донецької області)» (1996); докторська дисертація «Регулювання процесів ринкової трансформації системи доходів місцевого самоврядування» (Інститут економіки промисловості НАН України, 2001).

## Кар'єра
З серпня 1968 по липень 1972 — майстер, Донецький БУ № 565.
Липень 1972 — грудень 1975 — начальник виробничо-технічного відділу БУ № 8.
Грудень 1975 — січень 1976 — головний інженер БУ № 1.
Січень — липень 1976 — головний інженер БУ № 5 тресту «Сантехелектромонтаж», Донецьк.
З липня по вересень 1976 — заступник начальника планово-виробничого відділу спецколони № 2, Донецький облміжколгоспбуд.

## Наукова діяльність
Доктор економічних наук. Автор близько 50 наукових праць, зокрема: «Проблеми формування бюджетів органів регіонального та місцевого самоврядування» (1996), «Сучасне промислове місто: народногосподарський потенціал та проблеми розвитку» (1996), «Методичні підходи до міжтериторіального вирівнювання» (1996), «Проблеми реформування доходних джерел місцевих бюджетів» (1996), «Податки України: теорія та практика», підручника «Підвищення ролі управління» (1998).

## Політична кар'єра
З вересня 1976 по серпень 1980 — голова парткомісії Київського РК КПУ Донецька.
З вересня 1980 по серпень 1982 — слухач Вищої партійної школи при ЦК КПУ.
З серпня 1982 по жовтень 1983 — інструктор відділу організаційно-партійної роботи Донецького ОК КПУ.
З жовтня 1983 по вересень 1988 — секретар Київського РК КПУ Донецька.
З вересня 1988 до листопада 1992 — голова Київської райради і райвиконкому міста Донецька.
З листопада 1992 по вересень 1993 — перший заступник голови виконкому Донецької міськради народних депутатів.
До квітня 2002 — голова Донецької міськради народних депутатів; Донецький міський голова, обраний безальтернативно, за — 101 з 120. Був заступником голови Донецької облради (з серпня 1994). З 4 серпня 2006 по 21 березня 2007 — Віце-прем'єр-міністр України — Міністр будівництва, архітектури та житлово-комунального господарства України. 21 березня — 18 грудня 2007 — Віце-прем'єр-міністр України.
Постійний представник КМ України у ВР України (листопад 2002 — лютий 2005). Член Координаційної ради з питань місцевого самоврядування (вересень 1998 — грудень 2000); член Міжвідомчої комісії з питань місцевого самоврядування при КМ України (з липня 1998); член Національної ради з узгодження діяльності загальнодержавних і регіональних органів та місцевого самоврядування (з грудня 2000).
Голова Партії регіонів відродження України (жовтень 1997 — листопад 2000); співголова Партії регіонального відродження «Трудова солідарність України» (листопад 2000—2001); заступник голови Партії регіонів (березень 2001 — квітень 2003); голова Донецького обласного відділу Партії регіонів (до грудня 2003). Довірена особа кандидата на пост Президента України В. Януковича в ТВО № 45 (2004—2005). Перший заступник Голови Партії регіонів України з 23 квітня 2010.
З 13 грудня 2012 — Голова Верховної Ради України (VII скликання).

### Народний депутат України
Березень 1998 — кандидат в народні депутати України від ПРВУ, № 1 в списку.
Народний депутат України 3-го скликання з березня 1998 до квітня 2002, виборчий округ № 45, Донецька область. З'явилося на вибори — 60,2 %, за 43,5 %, 13 суперників. На час виборів: Донецький міський голова, член ПРВУ. Член фракції НДП (травень 1998 — лютий 1999), член групи «Відродження регіонів» (керівник — лютий 1999 — лютий 2000; уповноважений представник — лютий 2000 — березень 2001), керівник групи «Регіони України» (березень — листопад 2001), керівник фракції «Регіони України» (з листопада 2001). Перший заступник голови Комітету з питань державного будівництва, місцевого самоврядування та діяльності рад (липень 1998 — лютий 2000), перший заступник голови Комітету з питань державного будівництва та місцевого самоврядування (з лютого 2000).
Народний депутат України 4-го скликання з квітня 2002 до квітня 2006, виборчий округ № 45, Донецька область, висунутий Виборчим блоком політичних партій «За єдину Україну!». За 63,22 %, 20 суперників. Член фракції «Єдина Україна» (травень — червень 2002), член фракції «Регіони України» (червень 2002 — вересень 2005), член фракції Партії «Регіони України» (з вересня 2005). Член Комітету у закордонних справах (з червня 2002). Член Постійної делегації Верховної Ради України в ПАРЄ (з червня 2002).
Народний депутат України 5-го скликання з квітня до вересня 2006 від Партії регіонів, № 13 в списку. Заступник голови фракції Партії регіонів (з травня 2006). Голова Комітету з питань державного будівництва, регіональної політики та місцевого самоврядування (з липня 2006). Склав депутатські повноваження 12 вересня 2006.
Народний депутат України 6-го скликання з листопада 2007 до грудня 2012 від Партії регіонів, № 13 в списку.  Член фракції Партії регіонів (з листопада 2007), заступник голови фракції Партії регіонів (з грудня 2007). Голова Комітету з питань будівництва, містобудування і житлово-комунального господарства та регіональної політики (з грудня 2007).
Народний депутат України 7-го скликання з грудня 2012 по 27 листопада 2014 від Партії регіонів, № 10 в списку. 

## Євромайдан
18 лютого 2014 спікер відмовився реєструвати проєкт постанови опозиції про повернення Конституції 2004. Після цього опозиція заблокувала президію і трибуну Верховної Ради. Це призвело до ескалації конфлікту, кровопролиття і вбивства великої кількості громадян України.
22 лютого 2014 подав у відставку. Верховна Рада 326 голосами підтримала відкликання спікера.
Згодом Рибак заявив, що після передачі влади в Україні в.о. президента Турчинову 2014 року він пішов на політичну пенсію. У своїх пізніших висловлюваннях підкреслював, що вважає реванш Януковича в Україні неможливим, оскільки Україна стала іншою й пішла вперед.

## Нагороди та звання
- Орден князя Ярослава Мудрого IV ст. (23 серпня 2011)[14], V ст. (2 жовтня 2006)[15]
- Орден «За заслуги» I ст. (3 липня 2002)[16], II ст. (9 жовтня 2000)[17], III ст. (27 червня 1997)[18]
- Заслужений будівельник України (14 листопада 1995)[19]
- Почесна грамота Кабінету Міністрів України (жовтень 2001)[20]

## Згадки
Став прототипом одного з персонажів мультсеріалу Казкова Русь українського виробництва.